# Česká správa sociálního zabezpečení
Česká správa sociálního zabezpečení, zkráceně ČSSZ, je správní úřad České republiky, který je podřízen Ministerstvu práce a sociálních věcí. Je to největší finančně správní instituce v rámci celé státní správy České republiky. Má na starosti výplatu důchodů a nemocenských dávek. Ústředí ČSSZ sídlí v Praze na Smíchově, Křížová 25.
Spravuje téměř 9 milionů pojištěnců, z toho více než 2,9 milionů starobních důchodců. Vyplácí přes 3,5 milionu důchodů. K roku 2022 měla 8 212 zaměstnanců.
Ředitelem ČSSZ je od roku 2019 Mgr. František Boháček. 

## Organizace sociálního zabezpečení
Sociální zabezpečení provádí orgány sociálního zabezpečení. Těmito orgány od změny struktury dne 1. ledna 2024 jsou ministerstva práce a sociálních věcí, vnitra, spravedlnosti a obrany, a především:
- ústředí ČSSZ,
- územní správy sociálního zabezpečení,
- Institut posuzování zdravotního stavu.

Mimo ústředí ČSSZ působí pět územních správ (Praha pro hlavní město a Středočeský kraj, Plzeň pro kraje Jihočeský, Plzeňský a Karlovarský, Liberec pro kraje Ústecký, Liberecký, Královéhradecký a Pardubický, Brno pro kraje Vysočina, Jihomoravský a Zlínský a Ostrava pro kraje Moravskoslezský a Olomoucký), které mají v jednotlivých okresech zřízeny kontaktní pracoviště.
Změnou struktury nově vznikl Institut posuzování zdravotního stavu (IPZS) v Hradci Králové s celorepublikovou působností, pod který byly převedeny veškeré organizační útvary a metodika dosavadní lékařské posudkové služby (LPS) na každé OSSZ.

## Registry pojištěnců a zaměstnavatelů
Registry pojištěnců a zaměstnavatelů upravuje zákon 187/2006 Sb., o nemocenském pojištění v § 122 a 123. Kromě základních identifikačních údajů osoby obsahují především informace o průběhu zaměstnání nebo jiné výdělečné činnosti, o pracovních neschopnostech a o zdravotním pojištění.
Registry slouží
- České správě sociálního zabezpečení k provádění pojištění a k plnění mezinárodních závazků,
- okresním správám sociálního zabezpečení k provádění pojištění,
- dalším služebním orgánům  k provádění pojištění a k plnění mezinárodních závazků.

Každá okresní správa k tomu má zřízeno oddělení registru pojištěnců a registru zaměstnavatelů s určenými pravomocemi a pracovní náplní.

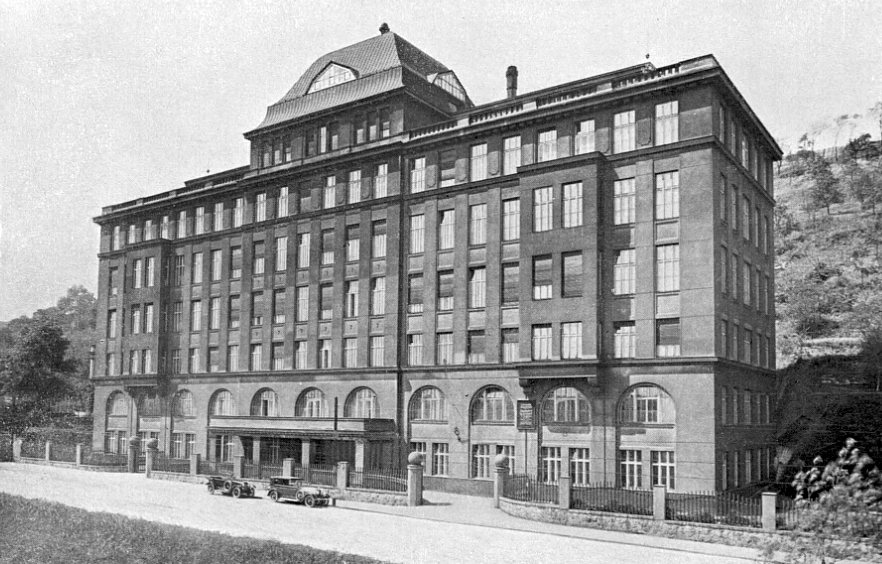
Správní budova společnosti Akciová společnost, dříve Škodovy závody v Praze na Smíchově, Křížová 25 (1925)

## Historie sídla Ústředí ČSSZ
Stavbu v roce 1912 provedla Pražská společnost pro stavby betonové a železobetonové pro ředitelství Pražské akciové strojírny (dříve Ruston, Bromovský a Ringhoffer) na Smíchově. Po Spojených strojírnách do roku 1926 objekt Křížová 1292/25 vlastnila Akciová společnost, dříve Škodovy závody v Plzni a byla to správní budova společnosti s generálním a obchodním ředitelstvím. Od roku 1926 (po vydání Zákona č. 221/1924 Sb.) budova přešla do majetku Ústřední sociální pojišťovny a stala hlavní úřední budovou, nyní Česká správa sociálního zabezpečení. Památkově chráněná tato budova není, na rozdíl od vedlejší budovy Křížová 2383/27, která byla  postavena ve 30. letech 20. století, ale je to Budova evidence Ústřední sociální pojišťovny s kartotékou pojištěnců jdoucí přes dvě patra.
Nový zákon, řešící sociální pojištění, navrhl poslanec Václav Johanis v říjnu 1920. Zákon č. 221/1924 Sb., o pojištění zaměstnanců pro případ nemoci, invalidity a stáří, byl vyhlášen 30. října 1924. Zavedl dělnické pojištění lidí, kteří na území Československa vykonávali práce nebo služby na základě pracovního, služebního nebo učňovského poměru.

## Budovy v regionech

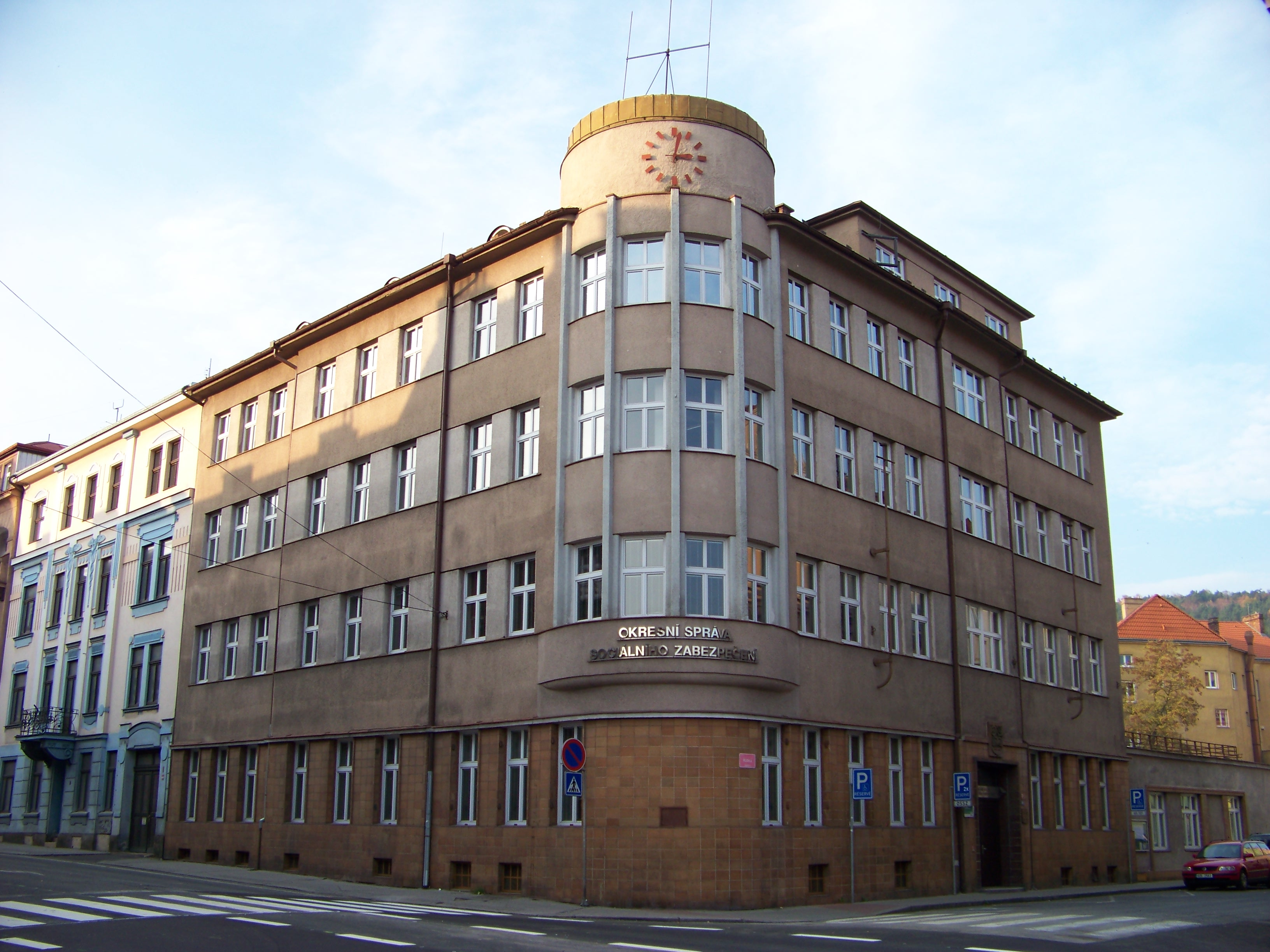
Děčín IV-Podmokly, Ruská 33
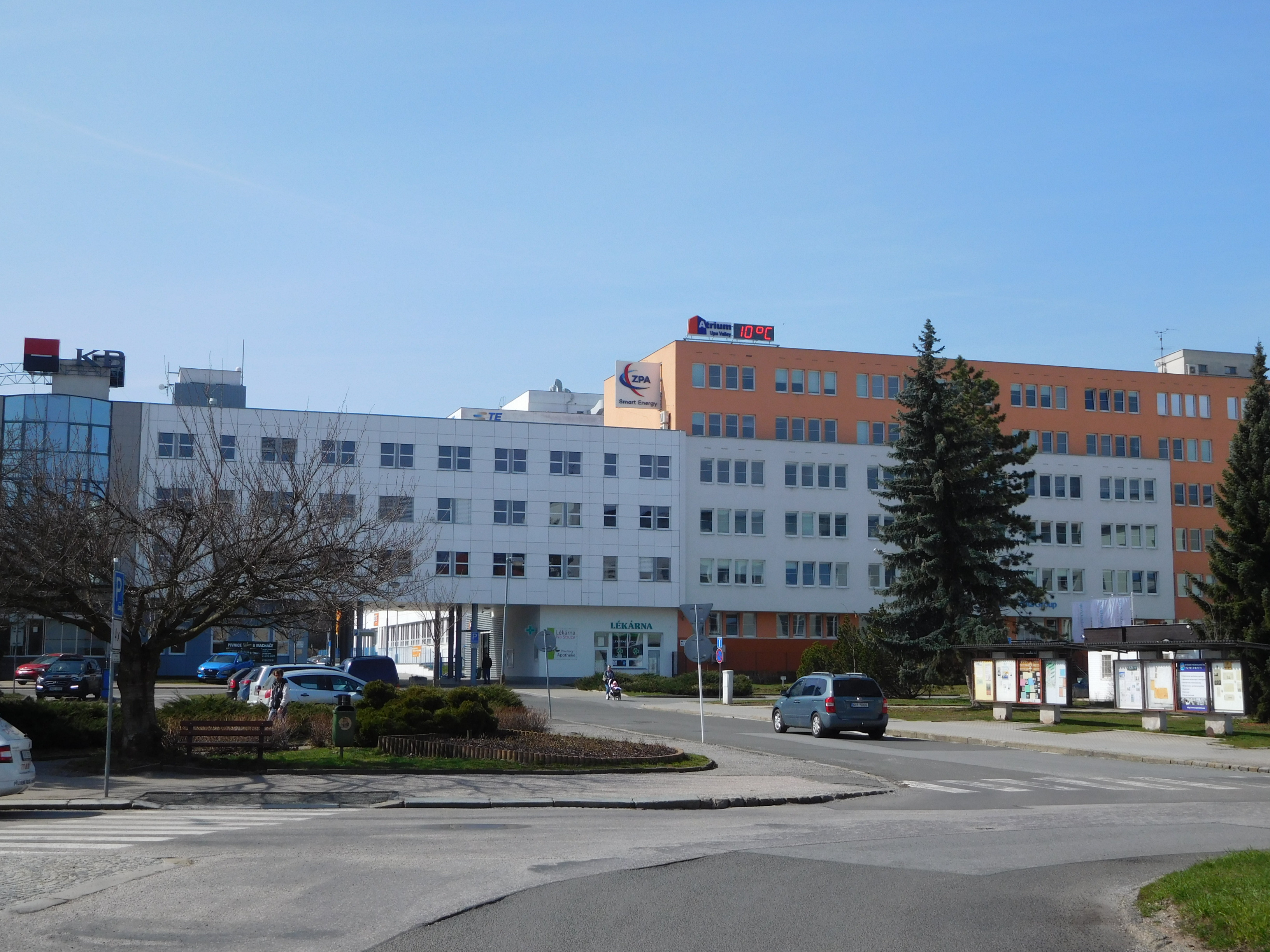
Trutnov, Faltisova 998
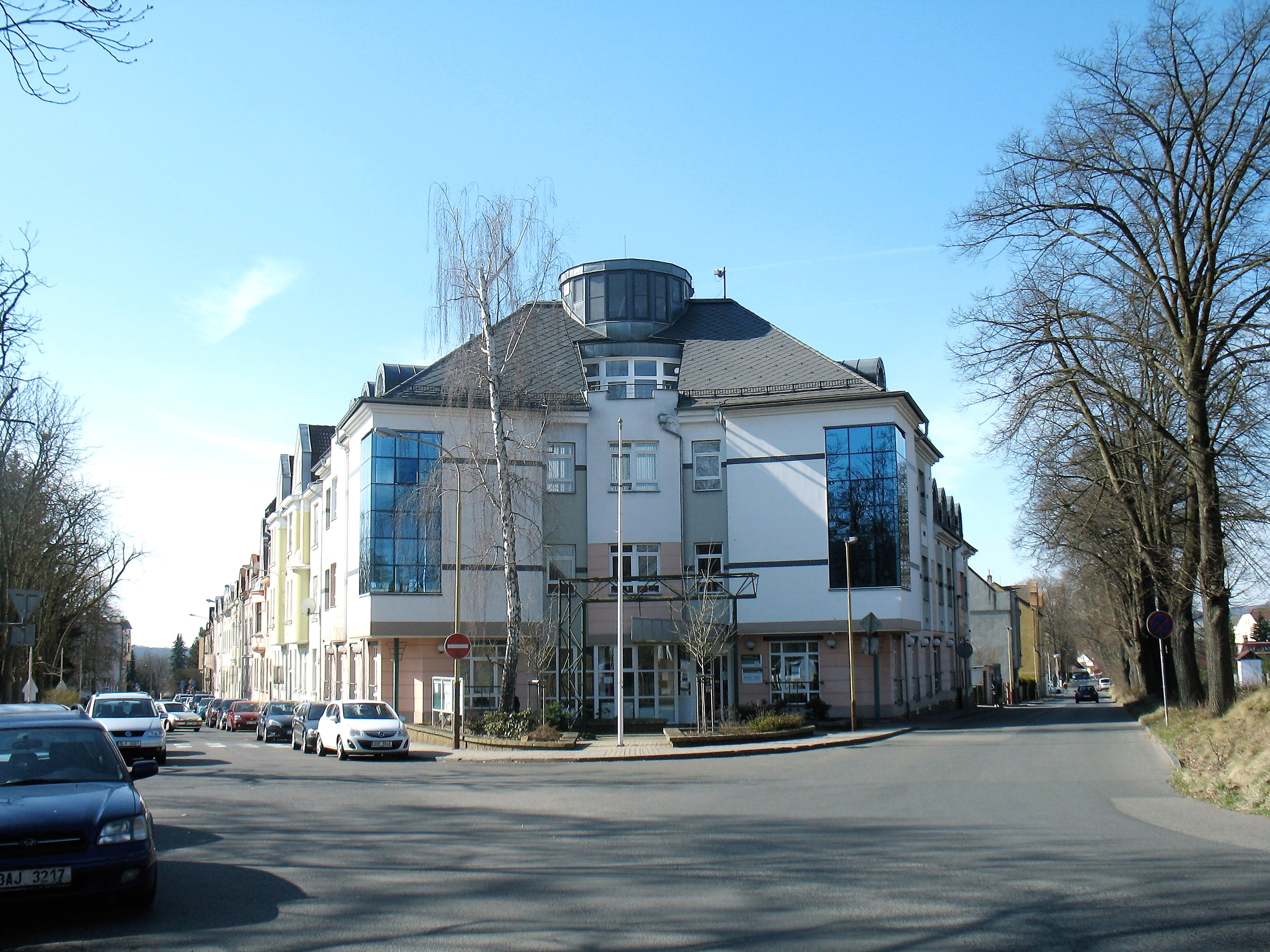
Česká Lípa, Bezručova 3015
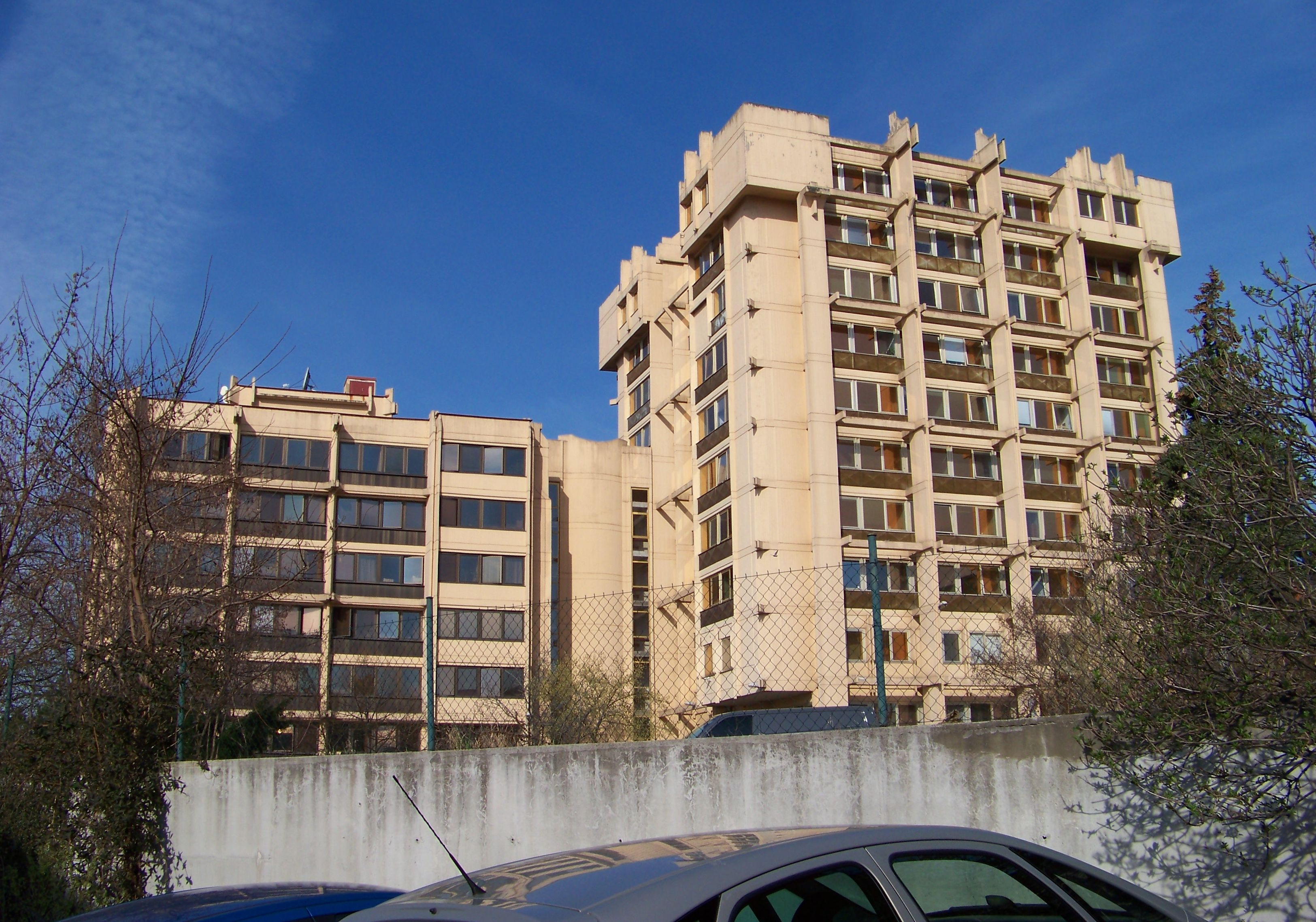
Praha 8, Trojská 13a
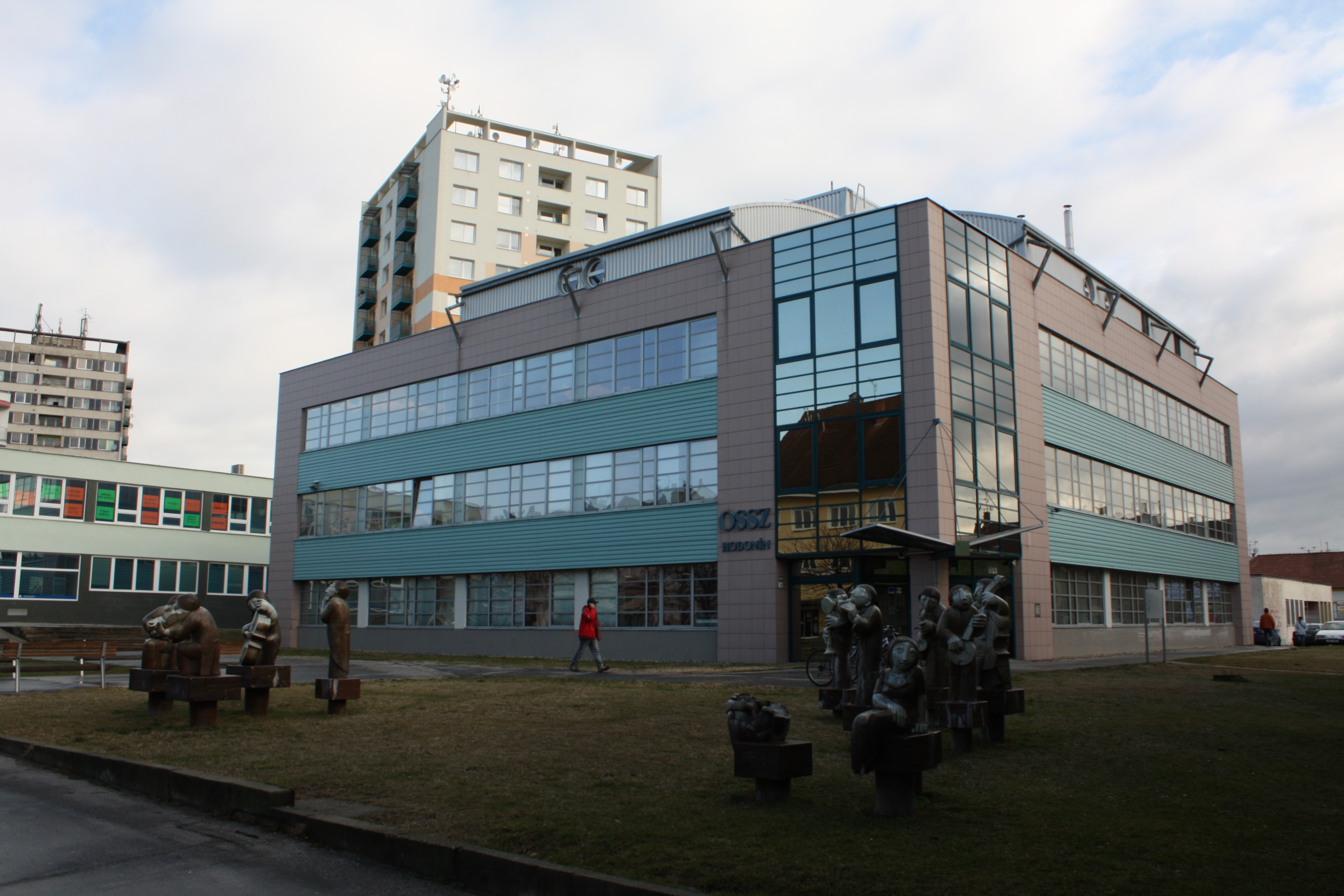
Hodonín, Národní třída 3200/38